# Eric Dolphy
Eric Allan Dolphy (20. června 1928 Los Angeles, Kalifornie – 29. června 1964 Berlín) byl americký jazzový altsaxofonista, flétnista a basklarinetista.
Dolphy byl jedním z několika průkopnických jazzových altsaxofonistů, kteří se dočkali pozornosti v šedesátých letech 20. století. Byl také prvním důležitým basklarinetovým sólistou v jazzu a jedním z nejranějších významných sólových flétnistů.
Styl jeho improvizace byl charakteristický použitím širokých intervalů založených na dvanáctitónové stupnici a také použitím různých technik k napodobení zvířecích a lidských hlasů, díky kterým jeho nástroj téměř doslova mluvil. Ačkoli je Dolphyho dílo často klasifikováno jako free jazz, jeho skladby a sóla měly logiku, která tehdejším free jazzovým hudebníkům nebyla vlastní; i přesto byl považován spíše za avantgardního improvizátora. V letech po jeho smrti byla jeho hudba popsána jako "příliš out na to, aby byla in a příliš in na to, aby byla out"
Nejoceňovanější Dolphyho deskou je Out to Lunch, která vyšla v roce 1964 u labelu Blue Note. Spolu s Dolphym na si na ní zahráli Freddie Hubbard, Bobby Hutcherson, Richard Davis a Tony Williams.
Dolphy byl po své smrti uveden do Jazzové síně slávy Down Beat, a to v roce 1964.